# Hinnerk Schönemann
Hinnerk Schönemann, né le 30 novembre 1974 à Rostock, est un acteur allemand.
Présent dans une trentaine de films au cinéma et dans une cinquantaine de téléfilms, il est au générique de nombreux films policiers allemands (Krimis).

## Biographie
Hinnerk Schönemann est le fils d'un couple de médecins, qui a en plus de lui deux sœurs cadettes. Il passe ses quatre premières années à Rostock, jusqu'à ce que ses parents se séparent. Il déménage alors avec sa mère à Berlin-Est dans le quartier de Berlin-Friedrichshain. Au début de 1988, il réussit à passer à l'Ouest et se rend à Hambourg. Il se scolarise également en Angleterre. Après la chute de la RDA, en 1992, il retourne chez ses parents à Berlin.
Il commence une formation d'acteur à l'université des arts de Berlin, qu'il termine en 2000. Auparavant, il avait quitté l'académie des arts dramatiques Ernst Busch prématurément. C'est à cette époque qu'il obtient ses premiers rôles : à partir de 1998 dans des séries télévisées et des téléfilms, et à partir de 2001 au cinéma. Entre 2001 et 2003, il joue au théâtre Thalia de Hambourg. En 2004 il participe au tournage du film "La vie des autres" de Florian Henckel von Donnersmarck qui a obtenu une multitude de prix et retrace d'une façon remarquable, fine et subtile des aspects  complexes de la répression en RDA et des formes multiples de résistance. Hinnerk Schönemann joue dans une seule scène dans laquelle incarne un employé de la Stasi qui se fait punir par sa hierarchie (joué par Ulrich Tukur) après avoir raconté une plaisanterie sur Erich Honecker. Son expression et son gestuel sont si spécifiques qu'on ne l'oublie pas.
Entre 2007 et 2008, il a un des rôles principaux dans la série télévisée Dr. Psycho – Die Bösen, die Bullen, meine Frau und ich (de). Depuis 2008, on peut le voir aux côtés de Mariele Millowitsch dans la série télévisée Marie Brand (de). Dans la série policière Finn Zehender (de), il tient le rôle-titre. Il a un rôle secondaire dans Cheval de guerre, film américain de Steven Spielberg. Depuis 2014, il incarne le vétérinaire Hauke Jacobs dans la série policière Nord bei Nordwest (de).
Hinnerk Schönemann a deux fils et vit depuis 2008 dans une ferme du Mecklembourg près de Plau am See,. Il s'engage comme « ambassadeur » auprès de la fondation RobinAid et il est membre du jury de Klappe gegen Rassismus (grande gueule contre le racisme).

## Récompenses et distinctions
- 2000 : prix solo pour son rôle dans la pièce Operette (de) de Witold Gombrowicz, prix d'encouragement aux étudiants en art dramatique du ministère fédéral allemand de l'Éducation ;
- 2005 : prix spécial du jury de l'Académie allemande des arts du spectacle pour son rôle dans Der Boxer und die Friseuse au Festival du téléfilm de Baden-Baden[5] ;
- 2007 : prix Franz-Hofer de la maison du cinéma de Sarrebruck pour son jeu ;
- 2010 : prix spécial du Prix allemand du téléfilm policier (de) pour la production de la ZDF Mörder auf Amrum ;
- 2010 : prix Adolf-Grimme aux acteurs de Mörder auf Amrum ;
- 2017 : prix allemand de la comédie (de) du meilleur comédien pour son rôle dans Der mit dem Schlag.